# Masallı (raion)
Le Rarion de Masalli (en azéri : Masallı rayonu) est l'une des 78 unités administrative-territoriales de la République d'Azerbaïdjan. Le centre administratif est la ville de Masalli.
Le district de Masalli est concentré dans les basses terres de Lankaran et partiellement dans les monts Talych. Densité moyenne de population — 158 habitants au kilomètre carré. Ses plus grands villages sont Boradigah, Erkivan (aujourd'hui une colonie) et Mahmudavar.

## Historique
Dans les temps anciens, Masalli faisait partie de la Médie, Médie-Atropatène, plus tard province caspienne de l'Albanie du Caucase, État séfévide jusqu'au milieu des XVIe – XVIIIe siècles, khanat Talish à partir du milieu du XVIIIe siècle. Au milieu du XIXe siècle, le territoire des régions d'Astara, Lankaran, Lerik, Masallı, Yardimli et Jalilabad s'appelait khanat de Talish. Le 8 août 1930, le district administratif de Masalli a été créé, et le nom de Masalli est entré sur la carte de la RSS d'Azerbaïdjan comme centre du district.

## Géographie
La région est baignée par la mer Caspienne, à l'ouest elle s'étend jusqu'aux montagnes Talych, la crête de Burovar. L'altitude du territoire atteint 917 m. Le plus grand fleuve est le Vilech (en) o Vilechtchay (en azéri : Viləşçay). Dans la partie montagneuse de la région se trouvent des forêts de feuillus de type hyrcanien. Le climat est subtropical doux. D'autres grandes localités sont les villages d'Arkivan, Boradigah et les villages de Charafa, Banbachi, Kizilagaj, Taza Alvadi.

## Monuments historiques et architecturaux
- Mausolée de Nazira Khanum dans le village de Khishkadara, datant du XIVe siècle ;
- Site archéologique, colonie turque dans le village de Mahmudavar, datant des IIIe – IXe siècles ;
- Forteresse d'Arkivan , datant des IXe – Xe siècles ;
- La Monuments historiques et architecturaux
- Village de Chahriyar dans le village de Gargalyk, datant du Moyen Âge ;
- Mosquée Juma dans la ville de Masalli, datant du XIXe siècle ;
- Mosquée Boradigar, datant du XIXe siècle ;
- Mosquée Kyzylavar, datant du XIXe siècle ;
- Bains publics de la ville de Masalli, datant du XIXe siècle ;
- Mausolée d'Amir dans le village de Gulutepe, datant du XIXe siècle ;
- Mource Mehdi dans le village d'Arkivan, datant du XIXe siècle ;
- Source Mirsali dans le village de Sykhdash, datant du XIXe siècle[3] ;
- Mausolée de Baba Seidagi dans le village de Mahmudavar, datant du XVIe siècle[4] ;

## Galerie

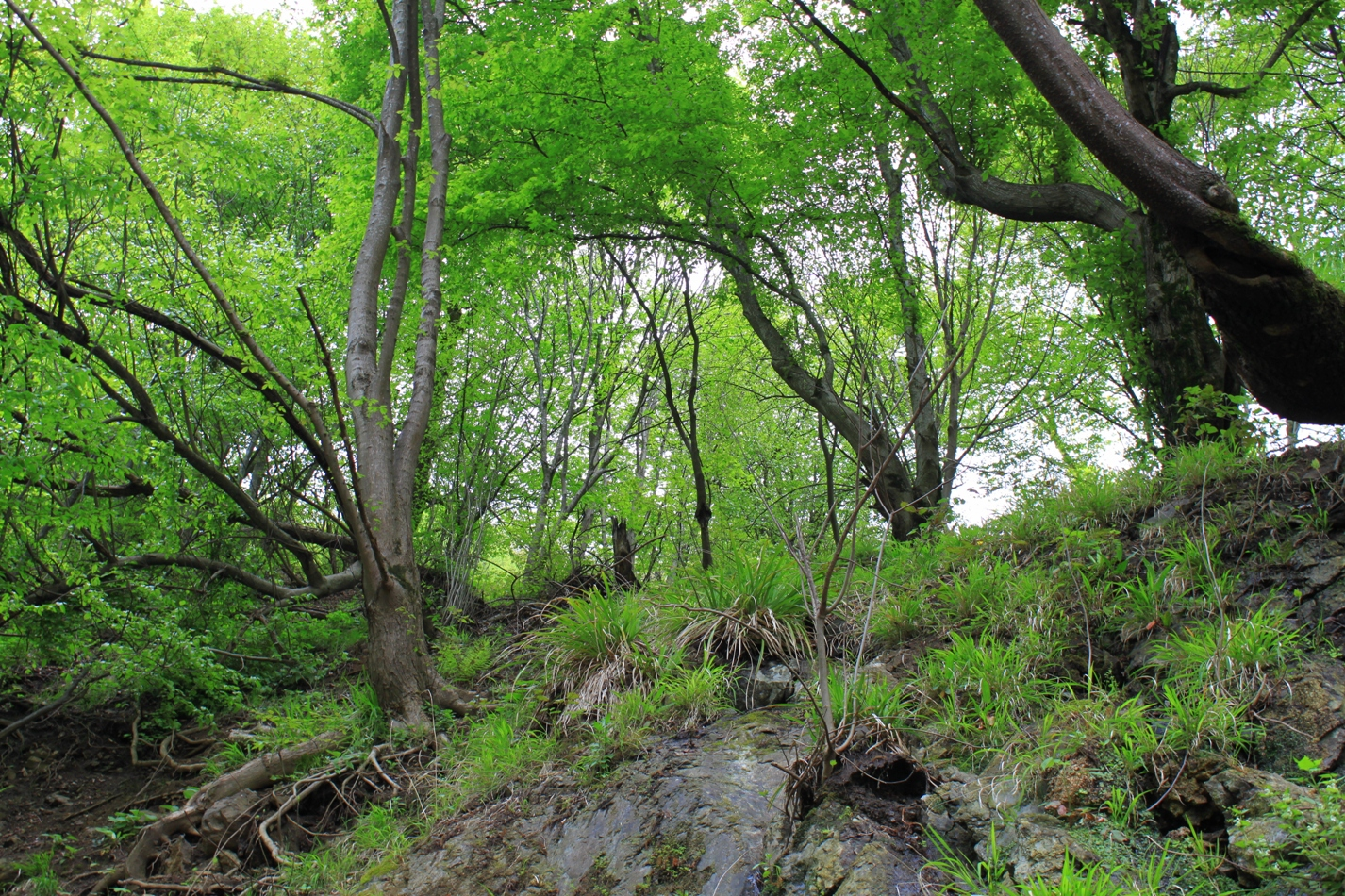
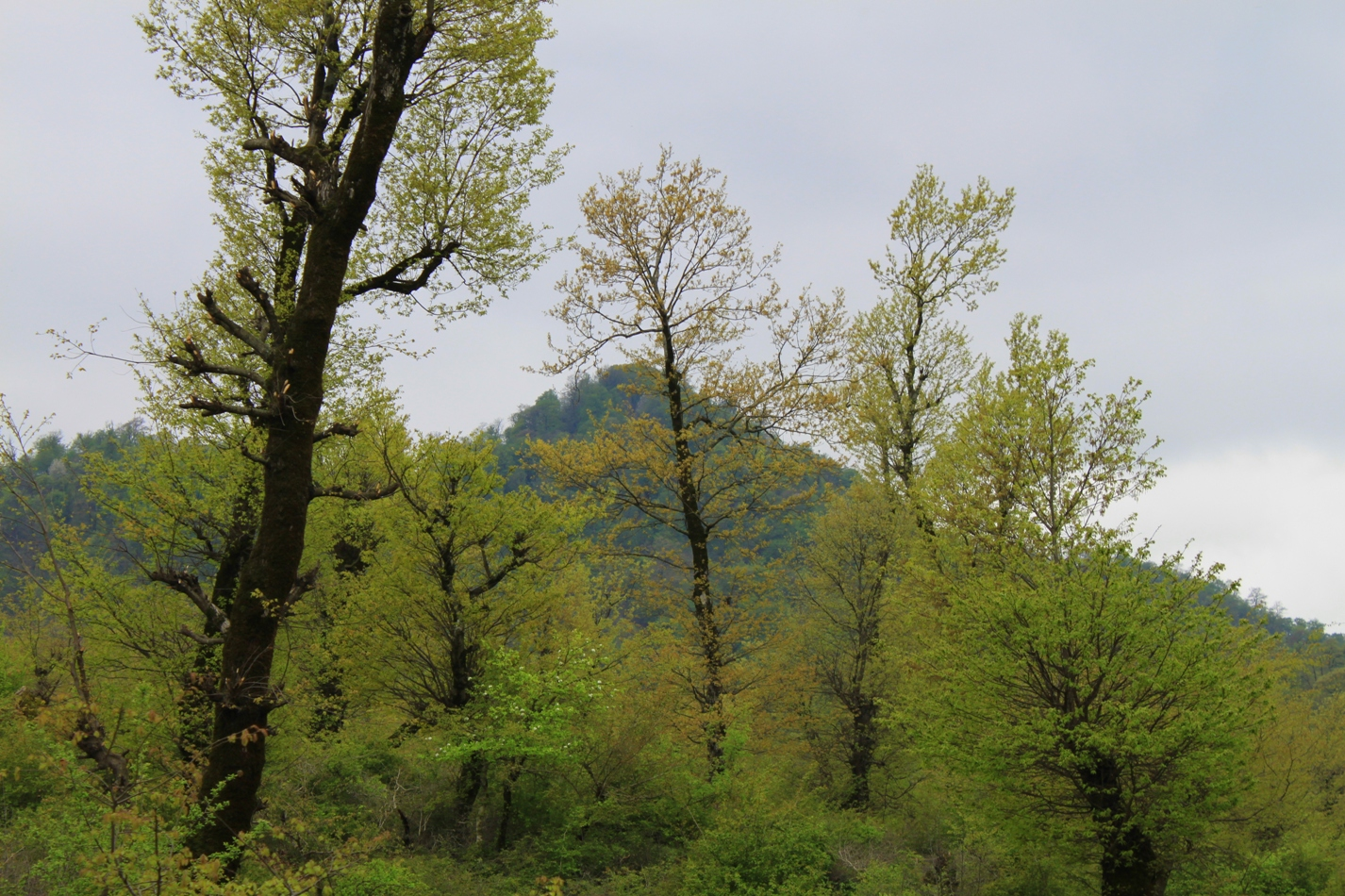
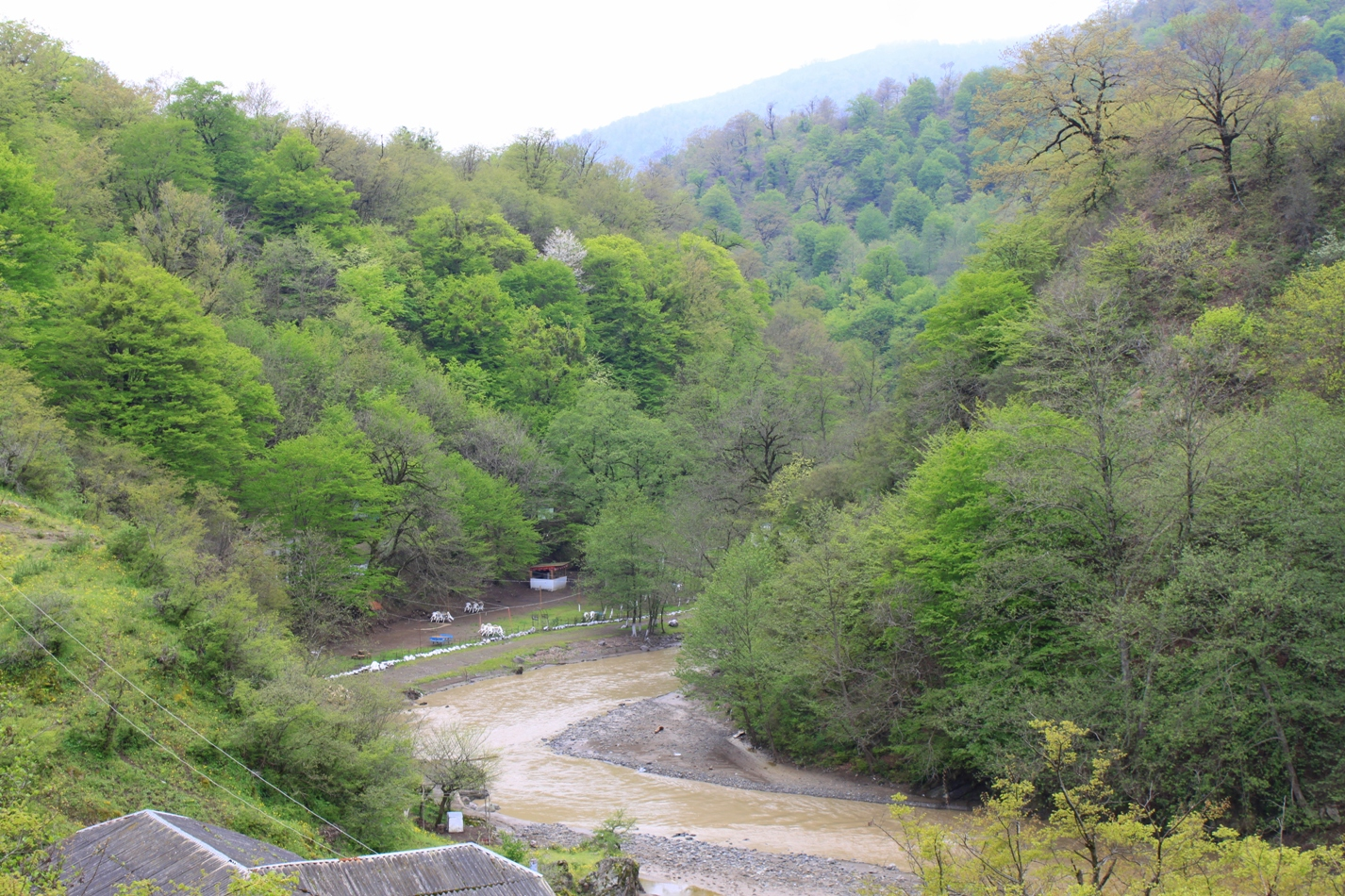
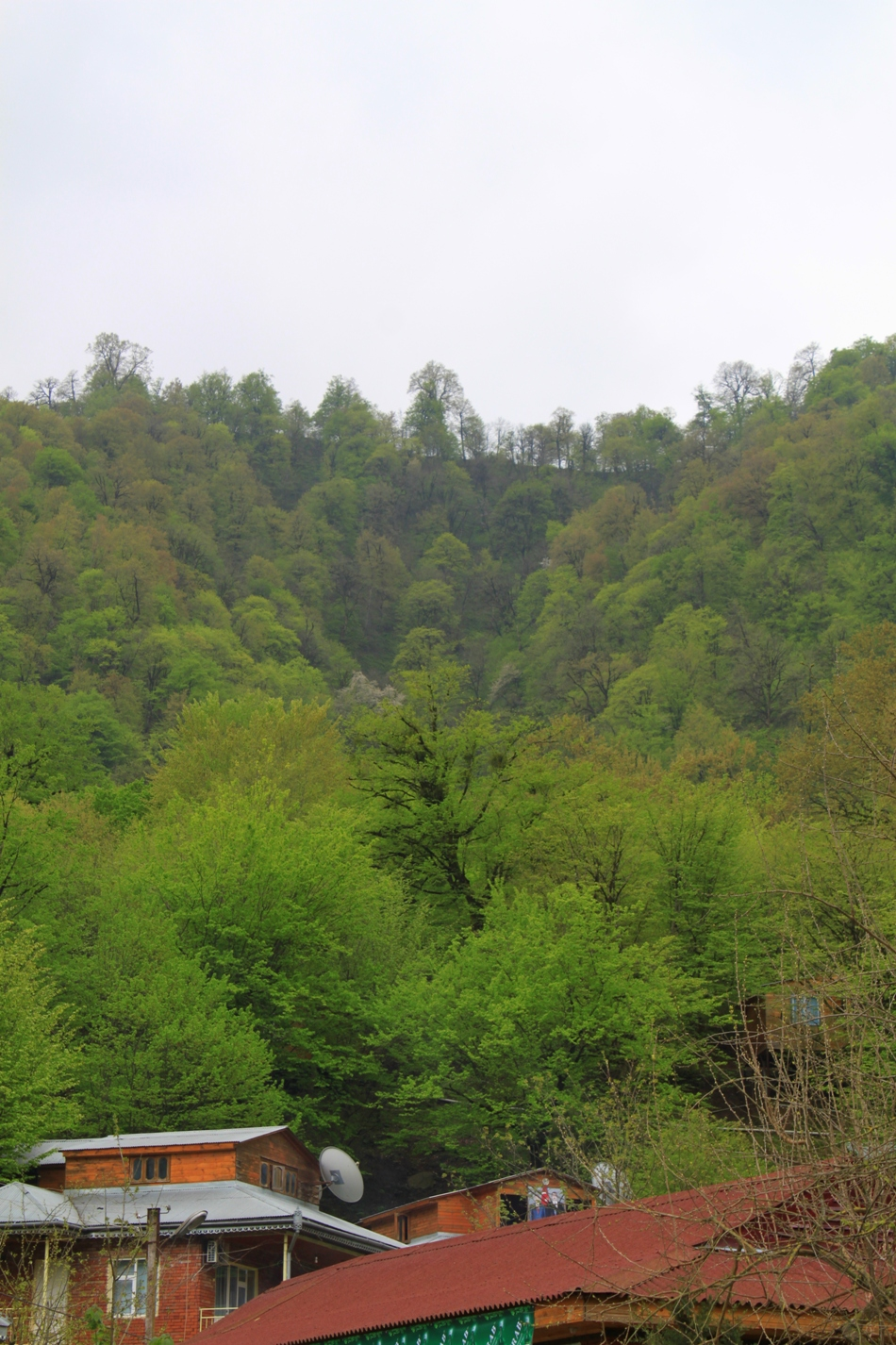